# Ruben Providence
Ruben Providence (Lagny-sur-Marne, 7 de julio de 2001) es un futbolista francés, nacionalizado haitiano, que juega en la demarcación de extremo para el Almere City FC de la Eerste Divisie.

## Trayectoria

### Clubes
En 2019, Providence se unió a la academia juvenil del club italiano de la Serie A, Roma. En 2021, fue cedido al Club Brujas en Bélgica. Antes de la segunda mitad de la temporada 2021–22, fue cedido al club portugués Estoril.
En 2022, Providence fue cedido al TSV Hartberg en Austria. El 2 de octubre de 2022, debutó con el TSV Hartberg en un partido que finalizó con derrota 3-2 ante el Austria Klagenfurt.
El 29 de agosto de 2024, Providence firmó un contrato por tres años con el Almere City en los Países Bajos.

### Selección nacional
Tras jugar en las categorías inferiores de la selección, finalmente hizo su debut con la selección de Haití el 22 de marzo de 2025 en un encuentro amistoso contra Azerbaiyán que finalizó con un resultado de 0-3 a favor del combinado haitiano tras un gol de Danley Jean Jacques y un doblete de Frantzdy Pierrot.

## Clubes
| Club                      | País         | Año       | Partidos | Goles |
| ------------------------- | ------------ | --------- | -------- | ----- |
| AS Roma                   | Italia       | 2020-2021 | 0        | 0     |
| Club Brujas (cedido)      | Bélgica      | 2021      | 0        | 0     |
| GD Estoril Praia (cedido) | Portugal     | 2022      | 0        | 0     |
| TSV Hartberg              | Austria      | 2022-2024 | 54       | 10    |
| Almere City FC            | Países Bajos | 2024-     | 23       | 0     |